# Дробышевы (дворянский род)
Дробышевы — древний русский дворянский род.
Род внесён в родословную книгу Костромской губернии.

## История рода
Никита Михайлович Дробышев вёрстан новичным окладом по Переславлю-Залесскому (1584—1590). Алексей Дробышев служил по Епифани (1591). Вёрстаны новичными окладами: Григорий Никитич по Мценску, Ефим Васильевич по Новосилю, а Иван Фёдорович по Новгороду-Северскому (1596). Сын боярский Пётр Иванович служил по Владимиру (1613). Алексей Филиппович вёрстан новичным окладом по Рыльску (1628). Ларион Иванович, Игнат Гордеевич и Михаил Иванович владели поместьями в Старо-Оскольском уезде (1644).
Аким Иванович Дробышев владел населённым имением (1699).

## Известные представители
- Дробышев Филат Михайлович — городовой дворянин по Бежецкому Верху (1622).
- Дробышев Семён Яковлевич — стольник патриарха Филарета (1627).
- Дробышев Григорий Иванович — стряпчий (1692)[2][1].